# تثبيط النمو
تثبيط النمو (بالإنجليزية:Growth inhibition) هو مصطلح طبي يتعلق بعلاج السرطان والنقص المحدد في نمو الأورام والخلايا المسرطنة بواسطة مركب كيميائي، العلاج الميكانيكي (مثل التثقيب الكهربائي)، الإشعاع، العلاج الجيني، العلاج بتبديل البروتين  ، الموجات فوق الصوتية، الضوء، أو غيرها من العلاجات. 
يقاس معدل تثبيط النمو بوحدة ميكرومول / لتر أو ميكروغرام / لتر.